# العيسى (محافظة الطائف)
العيسى قرية سعودية، تتبع مركز بني سعد التابع لمحافظة ميسان في منطقة مكة المكرمة.
سكان هذه القرية ينتمون إلى قبيلة عتيبه